# Ithamara Koorax
Ithamara Koorax (nombre de nacida Ita Mara Jarlicht (Niterói, 28 de abril de 1965) es una cantora brasileña de MPB (música popular brasileña), de música clásica, jazz y bossa nova. Fue considerada, por dos años consecutivos, 2008 y 2009, la tercera mejor cantante de jazz en el mundo (Female Vocals), de acuerdo con los resultados del 73rd Annual Readers Poll, con Diana Krall en primer lugar, y Cassandra Wilson en segundo, y en el 74th Annual Readers Poll, de 2009, en la categoría "Female Vocalist", publicados por la revista DownBeat (estadounidense.
En 2002, ya había sido considerada, por la revista estadounidense DownBeat, una "biblia del jazz": la cuarta mejor cantante de jazz del mundo.
En 2000, la cantante también fue votada como una de las mejores cantantes de la escena del jazz de los lectores de Down Beat (edición de diciembre de 2000, 65th Annual Readers Poll, categoría Female Singer, pp. 54) a 2012 (edición de diciembre de 2012 de la revista DownBeat, 77th Annual Readers Poll, categorñia Female Vocalist, pp. 60) recibiendo similar aclamación en revistas de Inglaterra (Jazz Journal), Francia (Jazz Hot), Japón (Swing Journal), Corea (Jazz People) y Suiza (Jazz 'n' More), entre otras. En la edición de enero de 2012 (pp. 48, lista "Best CDs of 2011") de la revista DownBeat, su CD "O Grande Amor", grabado en Europa con Peter Scharli Trio, siendo elegido uno de los mejores lanzamientos de 2011, recibiendo una cota de cuatro estrellas y media.

## Carrera
En el primer año de su carrera profesional, en Brasil, recibió el premio de "cantora revelación" de 1990, concedido por la Asociación Paulista de Críticos de Arte. Al lanzar su primer disco, Ithamara Koorax Ao Vivo, recibió el Prêmio Sharp de "cantora revelación de MPB" en 1994.
Ithamara realizó conciertos y grabaciones con su madrina artística Elizeth Cardoso, y además con Antonio Carlos Jobim, Luiz Bonfá, Ron Carter, Larry Coryell, John McLaughlin, Gonzalo Rubalcaba, Dom Um Romão, Raul de Souza, João Donato, Hermeto Pascoal, Eumir Deodato, Jay Berliner, Marcos Valle, Edu Lobo, Jurgen Friedrich, Sadao Watanabe, Tito Madi, Martinho da Vila, Paulo Jobim, Cesar Camargo Mariano, Juárez Moreira, Mario Castro-Neves, los grupos Azymuth y Os Cariocas, y grandes bandas como Amazon (liderada, en Nueva York, por el Maestro Gaudencio Thiago de Mello) y la Rio Jazz Orchestra (liderada por el maestro Marcos Szpilman) y las orquestas Petrobrás Sinfónica y Jazz Sinfónica.

### Presentaciones
Realizó presentaciones en Estados Unidos (Universidad de Nueva York), en Inglaterra (Jazz Cafe, de Londres), Francia (Carreau du Temple, de París), Suiza (Moods, de Zúrich), Corea del Sur (EBS Space, de Seúl), República Checa (U Stare Pani, de Praga), Alemania (Unterfahrt, de Múnich), Japón (Sanyo Hall), además de Festivales de jazz, en Portugal (Funchal), Serbia (Belgrado), Finlandia, Bulgaria, y Brasil.

## Discografía
- 2012 - Got To Be Real - IRMA
- 2011 - Ithamara Koorax & Mamoru Morishita - Crown Tokuma
- 2010 - O Grande Amor - TCB
- 2009 - Bim Bom: The Complete João Gilberto Songbook - Motéma
- 2008 - Tribute to Stellinha Egg - CEDEM
- 2008 - Obrigado Dom Um Romão - TCB
- 2007 - Brazilian Butterfly - IRMA
- 2007 - Ithamara Koorax Featuring Dom Um Romão - IRMA
- 2006 - The Best of Ithamara Koorax - EMI
- 2006 - Love Dance [Enhanced] - Concord
- 2006 - Serenade in Blue [Enhanced] - Concord
- 2005 - Autumn in New York - EMI
- 2004 - Cry me a River - Huks
- 2003 - Love Dance: The Ballad Album [Bonus Tracks] - Som Livre
- 2003 - Love Dance/As Time Goes By" [Japan Bonus Tracks] - JVC
- 2002 - Someday - Huks
- 2001 - Amor Sem Adeus - Huks
- 2001 - Serenade in Blue [Bonus Tracks] - Universal
- 2000 - Serenade in Blue - Milestone
- 1999 - Bossa Nova 21st Century [DVD-A] - Sanyo
- 1998 - Bossa Nova Meets Drum 'N' Bass" - Paddle Wheel
- 1997 - Wave 2001 - Sanyo
- 1996 - Almost in Love - Imagem
- 1996 - Ithamara Koorax Sings The Luiz Bonfá Songbook - Sanyo
- 1995 - Red River - Sanyo
- 1995 - Rio Vermelho - Imagem
- 1994 - Ao Vivo - Imagem
- 1993 - Luíza - JVC